# 히라카와 히로시
히라카와 히로시(일본어: 平川 弘, 1965년 1월 10일 ~ )는 일본의 전 축구 선수이다.

## 구단 경력
1987년 일본 사커 리그의 닛산 자동차(요코하마 마리노스)에 입단했다. 1988-89년과 1989-90년 2번의 일본 사커 리그 우승을 차지했다. 1994년까지 110경기에 나서 4득점을 기록했다. 1995년 요코하마 플뤼겔스로 이적했다. 1996년 재팬 풋볼 리그의 콘사돌레 삿포로로 이적했다. 1996년후 현역 은퇴.

## 국가대표팀 경력
그는 1985년 FIFA 월드컵 예선에 참가할 일본 국가대표팀에 발탁되었으며, 3월 21일 조선민주주의인민공화국와의 경기에서 데뷔했다. 그는 1992년까지 국제 A매치 통산 13경기에 출전했다.

## 통계
| 일본 | 일본 | 일본 |
| 연도 | 출전 | 득점 |
| ---- | ---- | ---- |
| 1985 | 6    | 0    |
| 1986 | 0    | 0    |
| 1987 | 0    | 0    |
| 1988 | 4    | 0    |
| 1989 | 2    | 0    |
| 1990 | 0    | 0    |
| 1991 | 0    | 0    |
| 1992 | 1    | 0    |
| 통산 | 13   | 0    |